# Thiên Đức
Thiên Đức là 1 phủ thời Nhà Lý.

## Lịch sử
Từ thời Đinh về trước gọi là châu Cổ Lãm đến triều vua Lê Đại Hành cho đến năm 995 vẫn còn gọi tên ấy, sau đó đổi gọi là Cổ Pháp. Năm 1009 Lý Thái Tổ lên ngôi đổi thành phủ Thiên Đức. Vùng đất này nay là đất huyện Tiên Sơn, tỉnh Bắc Ninh.